# Kenorland
 (septembre 2011).
Si vous disposez d'ouvrages ou d'articles de référence ou si vous connaissez des sites web de qualité traitant du thème abordé ici, merci de compléter l'article en donnant les références utiles à sa vérifiabilité et en les liant à la section « Notes et références ».

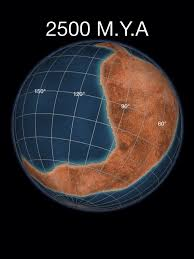
Carte de Kenorland, il y a 2,5 milliards d'années.

Kenorland était l’un des premiers supercontinents de la Terre, qui s'est formé il y a environ 2,7 milliards d'années (2,7 Ga). Kenorland comprenait ce qui deviendra plus tard la Laurentia (le cœur de l’Amérique du Nord actuelle et du Groenland), Baltica (la Scandinavie et la Baltique actuelle), l’Australie Occidentale et le Kalahari. Des groupes de dykes volcaniques et leur orientation paléomagnétique ainsi que l’existence de séquences stratigraphiques similaires ont permis sa reconstruction. Le cœur de Kenorland, le bouclier Baltique/Fennoscandien fait remonter ses origines jusqu'à 3,1 Ga. Le Craton de Yilgarn (Australie Occidentale) contient des cristaux de zircons hadéens aussi anciens que 4,4 Ga.

## Formation de Kenorland
Kenorland s’est formé il y a environ 2,7 Ga durant l'ère néoarchéenne, à la suite d’une série d’accrétions et la formation d’une nouvelle croûte continentale.
Selon les analyses en profondeurs de Barley et alii (2005), il y a 2,78 Ga, des épanchements magmatiques sous-marins ont débuté, puis ont culminé avec une éruption de komatiites, conséquence d’un panache mantellique il y a 2,70 à 2,72 Ga. Une activité hydrothermale étendue est à l’origine d'une minéralisation sulfidique d’origine volcanique et le dépôt d’une couche riche en fer (BIF) en condition anoxique dans les bassins des arcs insulaires. Les arcs volcaniques et les panaches mantelliques ont été suivis par une déformation orogénique, une mise en place de granitoïdes (vers 2,68 Ga), la stabilisation de la lithosphère continentale et la collision avec d’autres cratons pour former le continent de Kenorland. La formation de Kenorland et la possible collision entre les cratons du Zimbabwe et du Kaapvaal il y a 2,6 Ga fournissent des preuves que les cratons de l’Archéen ancien avaient commencé à s’agréger en continents de plus grande taille dès cette époque.

## Dislocation
Les études paléomagnétiques montrent que Kenorland était principalement situé à basses latitudes, jusqu'à ce qu’un rift résultant d’un panache magmatique commence à se former entre 2,48 et 2,45 Ga. À 2,45 Ga, le bouclier baltique était sous l’équateur et relié à Laurentia (le bouclier canadien), ils formaient une unité avec les cratons de Kola et de Karélie. La cassure prolongée de Kenorland durant les ères archéennes tardives et le paléoprotérozoïque ancien, en particulier pendant les périodes sidérienne et le rhyacien, est signalée par des dikes mafiques ainsi que des bassins et des marges associés à des rifts sur la plupart des continents. Lors de la jeunesse de la Terre, ce type bimodal de panache mantellique profond associé à des rifts était fréquent pendant la formation des croûtes et des continents de l'archéen et du néoarchéen.
De nombreux géologues estiment que la période géologique entourant la fracturation de Kenorland est le début d’une transition dans la formation des continents depuis l'action d’un panache mantellique profond actif pendant l’hadéen et l’archéen ancien (avant la formation finale du noyau interne de la Terre) vers la théorie convective de la tectonique des plaques en deux couches noyau-manteau qui a pris la suite. Toutefois, la découverte du continent précoce de Ur et du supercontinent de Vaalbara âgé de 3,1 Ga suggère que cette transition aurait pu se produire plus tôt.
La dislocation de Kenorland est contemporaine de la glaciation huronienne qui a duré plus de 60 millions d'années. Les gisements de fer rubané (en anglais : BIF, de Banded Iron Formation) ont montré leur plus grande extension à cette époque. Ceci est le signe d'une forte augmentation du taux de dioxygène atmosphérique, qui est passé de 0,1 % à 1 %. Cette hausse des niveaux de dioxygène a eu comme résultat la quasi-disparition du méthane, un gaz a effet de serre, qui a été oxydé en dioxyde de carbone et en eau.  La dislocation a augmenté la pluviométrie du continent, accroissant l'érosion et réduisant l'autre gaz à effet de serre, le dioxyde de carbone. Une telle réduction des gaz à effet de serre et un rayonnement solaire inférieur à 85 % de son taux actuel ont mené à une glaciation généralisée que l'on a appelé du nom évocateur de terre boule de neige, sur laquelle les températures moyennes sont descendues en dessous du point de congélation. En dépit de l'anoxie suggérée par les BIF, la photosynthèse a continué, stabilisant le climat à de nouvelles valeurs pendant la seconde partie de l'ère protérozoïque.

## Référence
1. ↑  L. J. Pesonen, S.-Å. Elming, S. Mertanen, S. Pisarevsky, M. S. D’Agrella-Filho, J. G. Meert, P. W. Schmidt, N. Abrahamsen et G. Bylund, « Palaeomagnetic configuration of continents during the Proterozoic », Tectonophysics, vol. 375, nos 1–4,‎ 2003, p. 289–324 (DOI 10.1016/s0040-1951(03)00343-3, Bibcode 2003Tectp.375..289P, lire en ligne)
2. ↑  J. Halla, Eurogranites 2005: Proterozoic and Archean Granites and Related Rocks of the Finnish Precambrian, University of Helsinki, 2005 (lire en ligne), « Neoarchean sanukitoids (2.74–2.70 Ga) »

- (en) Cet article est partiellement ou en totalité issu de l’article de Wikipédia en anglais intitulé « Kenorland » (voir la liste des auteurs).